# Dion Russell
Dion Russell, född 8 maj 1975, är en friidrottare från Australien. Han deltog vid olympiska sommarspelen 1996 och olympiska sommarspelen 2000.